# Condado de Venango
O Condado de Venango é um dos 67 condados do Estado americano da Pensilvânia. A sede do condado é Franklin, e sua maior cidade é Franklin. O condado possui uma área de 1 769 km²(dos quais 21 km² estão cobertos por água), uma população de 57 565 habitantes, e uma densidade populacional de 33 hab/km² (segundo o censo nacional de 2000). O condado foi fundado em 12 de março de 1800.